# Джинестра
Джинѐстра (на италиански: Ginestra, на арбърешки Zhura, Жура) е село и община в Южна Италия, провинция Потенца, регион Базиликата. Разположено е на 564 m надморска височина. Населението на общината е 729 души (към 2012 г.).
В това село живее албанско общество, наречено арбъреши. Те са се заселили в този район между XV и XVIII век като бежанци от османското владичество. Село Джинестра е част от етнографическия район Арберия.